# رونو بيهكا
رونو بيهكا (بالإستونية: Rauno Pehka)‏ مواليد 1969 في إستونيا، هو لاعب كرة سلة إستوني سابق. بدأ مسيرته الاحترافية في سنة 1986. يبلغ طوله 6 قدم 2 بوصة (1.9 م). اعتزل اللعب في 2006.

## المسيرة الاحترافية
لعب مع إيه إس كي ريغا من سنة 1987 إلى 1989، ثم لعب مع نادي جامعة تالين للتقنية لكرة السلة في سنة 2000، ثم لعب مع نادي أوستند لكرة السلة في موسم 2000–2001.

## روابط خارجية
- رونو بيهكا على موقع ميوزك برينز (الإنجليزية)
- رونو بيهكا على موقع الاتحاد الدولي لكرة السلة (الإنجليزية)
- رونو بيهكا على موقع كرة السلة الأوروبية.كوم (الإنجليزية)
- رونو بيهكا على موقع بروبوليرز (الإنجليزية)